# Clemente IV
Clemente IV (en latín: Clemens PP IV), de nombre secular Guido Foulques (Saint-Gilles-du-Gard, c.  23 de noviembre de 1202-Viterbo, 29 de noviembre de 1268), también conocido como Guido el Gordo (en francés: Guy le Gros; en italiano: Guido il Grosso), fue el 183.er papa de la Iglesia católica, entre 1265 y 1268.

## Biografía
Guido Foulques nació en 1202 en la localidad francesa de Saint-Gilles. Eminente jurista y consejero del rey Luis IX de Francia, fue ordenado sacerdote hacia 1256, tras fallecer su esposa. Fue nombrado, sucesivamente, obispo de Le Puy (1257), arzobispo de Narbona (1259) y cardenal (1261). En 1265, resultó elegido papa in absentia, pues se encontraba en una misión diplomática en Inglaterra. Al igual que sus antecesores, rivalizó con la familia Hohenstaufen (linaje germánico unido, desde 1138, al trono del Sacro Imperio Romano) y, en 1266, nombró rey de Nápoles y Sicilia (con el nombre de Carlos I) a Carlos de Anjou, hermano menor de Luis IX. A cambio, este le ayudó a derrotar a Conradino (Conrado V), aliado de los gibelinos, a quien mandó ejecutar (extinguiéndose así la dinastía Hohenstaufen).

## Carrera eclesiástica
A la muerte de su esposa, ingresó en un monasterio franciscano de donde, en 1256, fue reclamado para ocupar el obispado de Le Puy, cargo que ocupó hasta que en 1259 fue nombrado arzobispo de Narbona para, finalmente, convertirse, en 1261, en el primer cardenal nombrado por el papa Urbano IV.

## Papado
A la muerte de Urbano IV, el cónclave cardenalicio reunido en Perugia, reclama la presencia del futuro Clemente IV, que se encontraba en tierras francesas tras su regreso de una misión desarrollada en Inglaterra como legado papal. Al llegar al cónclave se le informa que ha sido elegido, por unanimidad, papa; siendo consagrado el 15 de febrero de 1265.
El hecho más significativo durante su pontificado fue el enfrentamiento que desencadenó la desaparición de la dinastía de los Hohenstaufen, casa de donde habían salido los emperadores del Sacro Imperio Romano Germánico desde 1138.
En efecto, siguiendo la política de sus predecesores al objeto de frenar a Manfredo, hijo del fallecido emperador Federico II, mantuvo el ofrecimiento de la corona de Sicilia a Carlos de Anjou, hermano del rey francés Luis IX.
Clemente IV comenzó entonces la predicación de una Cruzada siciliana que culminó con la organización de un ejército que derrotó y dio muerte a Manfredo en la Batalla de Benevento (1266). Solo quedaba un miembro de la dinastía, Conradino de Suabia, sobrino de Manfredo e hijo de Conrado IV quien intentando recuperar la corona de Sicilia se enfrentó en 1268 a Carlos de Anjou en la Batalla de Tagliacozzo  siendo hecho prisionero y ejecutado en Nápoles.

### Actos
En 1264, Clemente IV renovó la prohibición del Talmud promulgada por Gregorio IX, quien lo había ordenado quemar públicamente en Francia e Italia. Si bien Clemente no condenó a muerte en la hoguera a quienes guardaban copias del mismo, en respuesta a una denuncia del Talmud por parte de Pablo Christiani, ordenó que los judíos de Aragón presentaran sus libros a los censores dominicanos para que fueran expurgados.

En febrero de 1265, Clemente convocó a Tomás de Aquino a Roma para servir como teólogo papal. Fue durante este período que Aquino también sirvió como maestro regente de los dominicos en Roma. Con la llegada de Aquino, el studium conventuale existente en Santa Sabina, que había sido fundado en 1222, se convirtió en el primer studium provinciale de la Orden, incluyendo el estudio de filosofía (studia philosophiae) como la prescribían Aquino y otros en el capítulo de Valenciennes en 1259, una escuela intermedia entre el studium conventuale y el studium generale. Este studium fue el precursor del Colegio de Santo Tomás en Santa María sobre Minerva y de la Universidad Pontificia de Santo Tomás de Aquino (Angelicum). En 1266, después de la Batalla de Benevento, el papa Clemente IV concedió en agradecimiento su escudo de armas al Partido Güelfo de Florencia como aprobación oficial de su supremacía y, por lo tanto, pudieron tomar el poder en muchas de las otras ciudades del norte de Italia. En los años 1267-68, Clemente mantuvo correspondencia con el Abaqa Kan del ilkanato mongol. Este último propuso una alianza franco-mongola entre sus fuerzas, las de Occidente, y el emperador bizantino Miguel VIII Paleólogo (suegro de Abaqa). El papa Clemente acogió la propuesta de Abaqa sin comprometerse, pero le informó de una próxima Cruzada. En 1267, el papa Clemente IV y el rey Jaime I de Aragón enviaron un embajador al gobernante mongol Abaqa en la persona de Jayme Alaric de Perpignan. En su carta de 1267 escrita desde Viterbo, el papa escribió:
Los reyes de Francia y Navarra, tomando en serio la situación en Tierra Santa y decorados con la Santa Cruz, se preparan para atacar a los enemigos de la Cruz. Nos escribisteis que deseábais uniros a vuestro suegro (el emperador griego Miguel VIII Paleólogo) en ayudar a los latinos. Os alabamos abundantemente por esto, pero no podemos aún deciros, sin haber preguntado antes a los gobernantes, qué camino planean seguir. Les transmitiremos vuestro consejo, para iluminar sus deliberaciones, e informaremos a vuestra Magnificencia, mediante un mensaje seguro, de lo que se habrá decidido.
 Aunque los sucesores de Clemente continuaron manteniendo contactos diplomáticos con los mongoles durante el resto del siglo, nunca pudieron coordinar una alianza real.

## Muerte y entierro

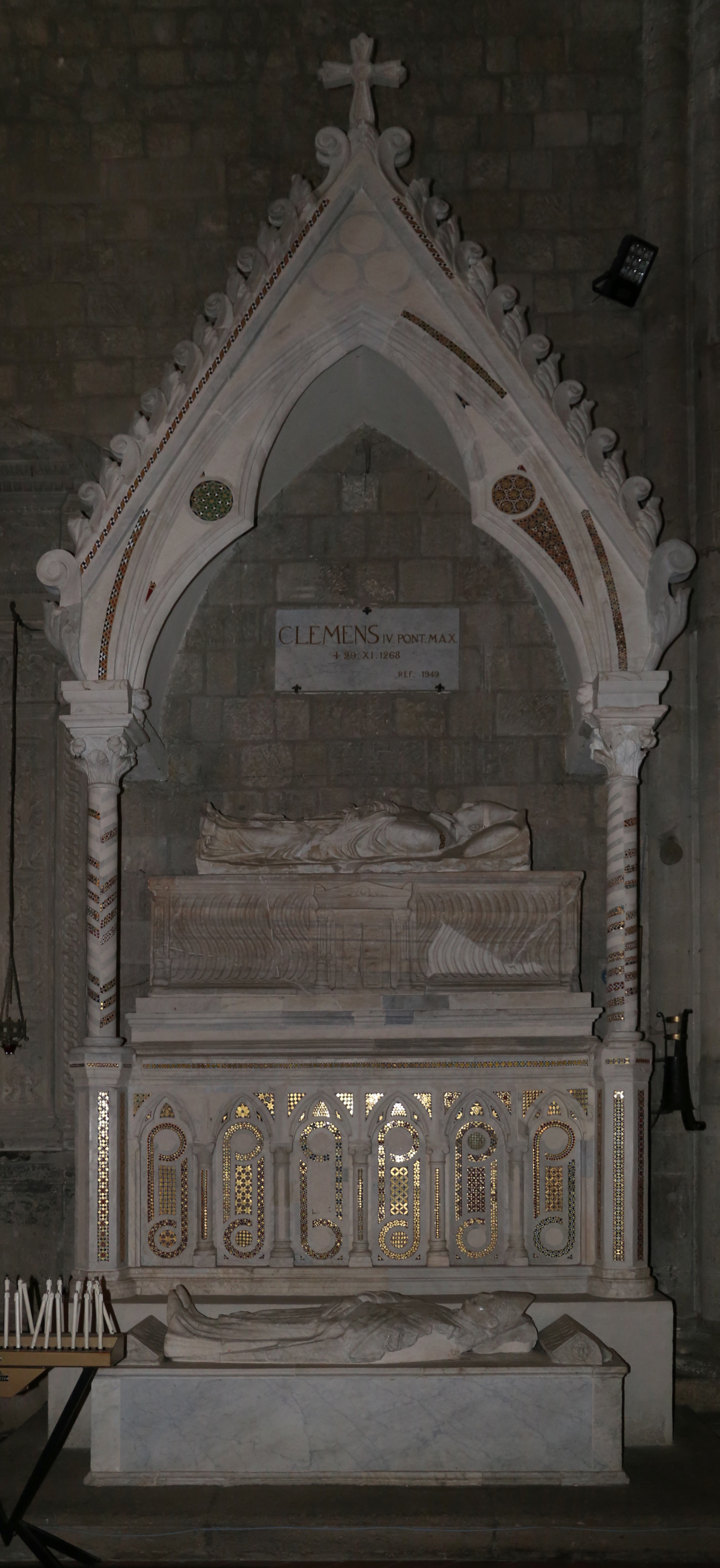
San Francisco alla Rocca (Viterbo)

A los pocos meses, Clemente IV murió y fue enterrado en el convento dominico de Santa María en Gradi, a las afueras de Viterbo, donde residió durante todo su pontificado. En 1885, sus restos fueron trasladados a la Basílica de San Francisco, en Viterbo. Debido a las divisiones irreconciliables entre cardenales, el trono papal permaneció vacante durante casi tres años.
A su muerte, los graves enfrentamientos en el seno del Colegio Cardenalicio, dejaron sumida a la Iglesia en un periodo de interregno de 4 años. Finalmente, fue elegido sucesor suyo Gregorio X.
El carácter privado de Clemente IV fue elogiado por sus contemporáneos por su ascetismo, y es particularmente elogiado por su desinterés en promover y enriquecer a sus propios familiares. También ordenó al estudioso franciscano Roger Bacon que redactara el Opus Maius, que está dirigido a él.

## En la literatura

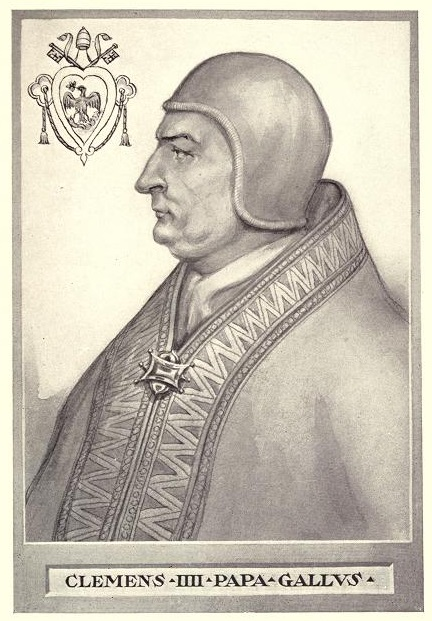
Clemens IIII Papa Gallus. Grabado de Clemente IV por Artaud de Montor

Las Profecías de san Malaquías se refieren a este papa como Draco depresus (‘El dragón perdido’ o ‘El dragón vencido’), nombre que hace referencia al hecho de que en su escudo de armas aparece un águila aprisionando entre sus garras a un dragón.